# Санту-Андре (Эштремош)
Санту-Андре (порт.  Santo André) — фрегезия (район) в муниципалитете Эштремош округа Эвора в Португалии. Территория — 0,77 км². Население — 2978 жителей. Плотность населения — 3892,8 чел/км².